# Rolf Boldrewood
Thomas Alexander Browne  (n. 6 august 1826 – 11 martie 1915) a fost un scriitor australian. Uneori semna cu pseudonimul Rolf Boldrewood. Cel mai cunoscut roman al său este: Robbery Under Arms.